# Diepvriezer

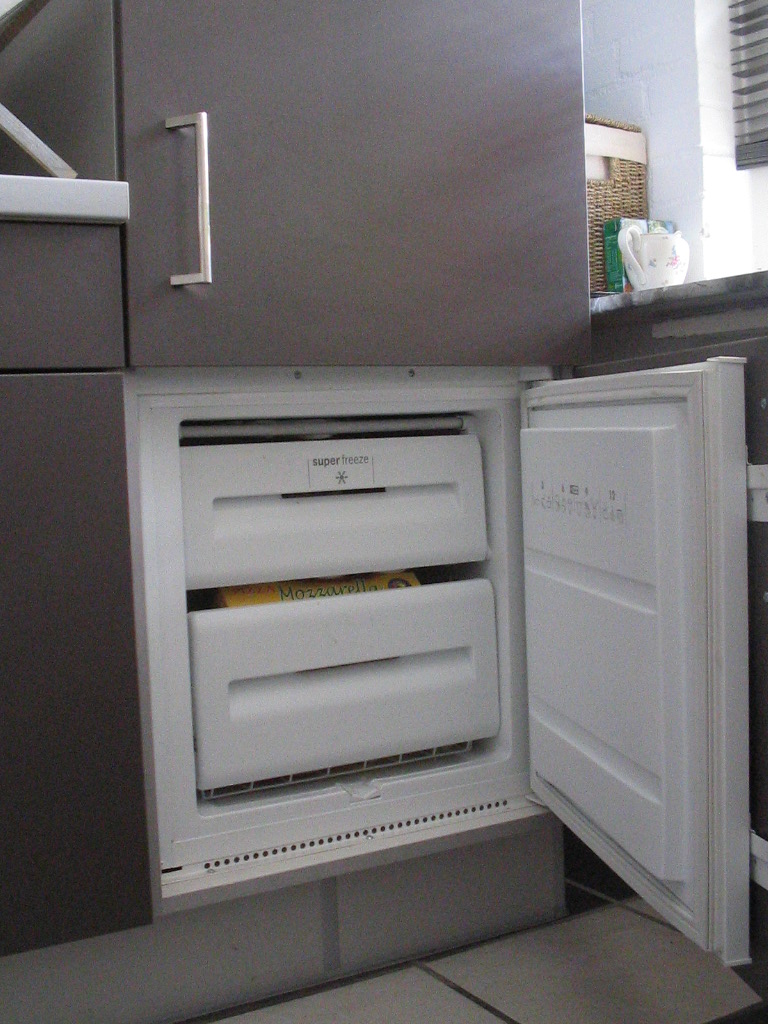
Diepvriezer ingebouwd onder een koelkast.

Een diepvriezer, ook wel diepvries, vrieskist, vrieskast of vriezer genoemd, is een apparaat dat door snelkoeling levensmiddelen op een temperatuur onder nul graden Celsius kan brengen en houden om deze zo langere tijd te kunnen bewaren.

## Uitvoering
Een diepvriezer wordt in keukens vaak onder of boven de koelkast gemonteerd en is meestal kleiner dan deze. Sommige koelkasten hebben een ingebouwd vriesvak. Er zijn ook diepvrieskisten, die meestal meer inhoud hebben dan in- of onderbouwkasten (300 tot 400 liter is geen uitzondering) en die met een klep aan de bovenkant afgesloten worden. Deze worden vaak in een garage, kelder of bijkeuken geplaatst vanwege de ruimte die ze innemen.

## Gebruik
Een diepvriezer is bedoeld om etenswaren en andere substanties lange tijd te kunnen bewaren, zonder bederf en noemenswaardig vitamineverlies. Afhankelijk van het soort levensmiddelen dat ingevroren is, kunnen de smaak en consistentie na ontdooien en bereiden enigszins veranderd zijn.
De minimale temperatuur van diepvriezers wordt aangeduid door middel van sterren. Eén ster wil zeggen dat de temperatuur minstens −6°C is; diepvriesproducten hierin blijven een paar dagen goed. Twee sterren betekent een temperatuur van minstens −12°C; hierin is het mogelijk om producten een of twee weken te bewaren. Bij diepvriezers met drie sterren, die een temperatuur bereiken van minstens −18°C, kan voedsel enkele maanden worden bewaard. Met diepvriezers voorzien van vier sterren kunnen levensmiddelen ingevroren worden. Dat betekent dat een bepaalde hoeveelheid kan worden ingevroren zonder dat de temperatuur van reeds ingevroren producten in gevaar komt, en er bederf zou kunnen optreden
Voor het tijdperk van de diepvriezer was men voor het conserveren van voedingsmiddelen aangewezen op andere technieken, zoals wecken, drogen, pekelen en konfijten. Bij deze technieken werd de groei van bacteriën en andere microben geremd door respectievelijk het verhitten en vacuüm maken, het onttrekken van vocht of het toevoegen van veel zout of suiker. Dit had natuurlijk een sterke invloed op de smaak, wat bij de diepvriezer veel minder het geval is.

## Werking
De diepvriezer deed in de tweede helft van de 20ste eeuw zijn intrede. Met de ontwikkeling van moderne koeltechnieken en de verspreiding van elektriciteit, konden diepvriezers hun eigen koelsysteem krijgen en op het lichtnet worden aangesloten.
De koelende werking ontleent de diepvriezer meestal aan de verdamping van een vloeistof, waarbij energie in de vorm van warmte aan de omgeving (product) wordt onttrokken. De damp wordt in een compressor weer samengeperst en daarna weer vloeibaar gemaakt (gecondenseerd) onder het vrijkomen van warmte die aan de achterkant van de diepvriezer via een buizenstelsel in de vorm van een rooster (de condensor) wordt afgegeven. Aanvankelijk werd als koudemiddel ammoniak, zwaveldioxide of methylchloride gebruikt, later veelal chloorfluorkoolstofverbinding en (CFK's) zoals Freon R-12. Nadat men zich bewust werd van de schadelijke werking hiervan op onder andere de ozonlaag, moest er gezocht worden naar alternatieven. Fluorkoolwaterstoffen (HFK's) zoals Suva R-134a of vluchtige koolwaterstoffen als propaan kwamen in gebruik. De nog gebruikte term 'freon' voor koudemiddelen is sinds de invoering van de HFK's niet meer adequaat.

## Buitentemperatuur
Voor een goede werking, dient de temperatuur buiten de vriezer een bepaalde minimum- en maximumtemperatuur te hebben. Hiervoor bestaan speciale klimaatklassen, die het temperatuurbereik bepalen waarin de vriezer goed werkt. Buiten deze temperaturen kan de koelvloeistof zijn energietransporterende werking onvoldoende doen gelden.